# Hirschmaniella
Hirschmaniella är ett släkte av rundmaskar. Hirschmaniella ingår i familjen Pratylenchidae.
Kladogram enligt Dyntaxa:
| Hirschmaniella | \| \| Hirschmaniella gracilis \| \| \| \| \| \| Hirschmaniella zostericola \| \| \| \| |
|                | \| \| Hirschmaniella gracilis \| \| \| \| \| \| Hirschmaniella zostericola \| \| \| \| |
|                | Pratylenchus                                                                           |
|                |                                                                                        |
|                | Hirschmaniella gracilis                                                                |
|                |                                                                                        |
|                | Hirschmaniella zostericola                                                             |
|                |                                                                                        |

|  | Hirschmaniella gracilis    |
|  |                            |
|  | Hirschmaniella zostericola |
|  |                            |